# إدوارد ك. ليتل
إدوارد ك. ليتل (بالإنجليزية: Edward C. Little) هو دبلوماسي ومحامي وسياسي أمريكي، ولد في 14 ديسمبر 1858 في الولايات المتحدة، وتوفي في 27 يونيو 1924 في الولايات المتحدة. حزبياً، نشط في الحزب الجمهوري. وقد انتخب سفير وانتخب عضو مجلس النواب الأمريكي.